# カイ＝アヒム・シェーンバッハ
カイ＝アヒム・シェーンバッハ（Kay-Achim Schönbach、1965年7月9日 - ）は、ドイツの海軍軍人。階級は海軍中将（Vizeadmiral）。
2021年3月24日から2022年1月22日までドイツ海軍海軍総監。現在進行中のロシア・ウクライナ危機やウクライナとジョージアのNATO加盟の見通しに関する政治的発言がウクライナ外務省などの激しい反発を招き、辞任した。

## 経歴
1984年、ドイツ連邦軍入営。2008年から2010年までフリゲート艦「メクレンブルク＝フォアポンメルン」の司令官を務め、「不朽の自由作戦」「アタランタ作戦」への従軍を通じて、ドイツ海軍で様々な役職を経験した。
その後、2010年から2012年までハンブルクの連邦軍指揮幕僚大学校で教鞭をとり、2012年から2014年までヴィルヘルムスハーフェンの第4フリゲート隊を指揮、2014年から2016年まで連邦国防省軍事政策・作戦局欧州・ユーラシア・北極地域担当課を率いている。
シェーンバッハはその後、2016年6月から12月までNATO常設海上グループ2の司令官、2017年1月から2018年5月までミュルヴィク海軍兵学校の司令官を務め、連邦国防省の戦略・作戦部副部長となった。2021年3月24日、アンドレアス・クラウス中将の後任として海軍総監に就任。

### 辞任
2022年1月21日、ロシアとウクライナの国境で緊張が高まる中、シェーンバッハがニューデリーのシンクタンクManohar Parrikar Institute for Defense Studies and Analyses（MP-IDSA）で行った講演は国際ニュースのヘッドラインを飾り、政治論争を引き起こした。提督は、欧米諸国が主張するロシアがウクライナに侵攻しようとしているとの考えは「ナンセンス」であり、ウクライナがクリミアを取り戻すことは決してできないだろうと述べた。さらに、ウラジーミル・プーチンは「尊敬を望んでいるし、おそらく尊敬にも値する」、ウクライナはNATOに加盟する準備ができておらず、グルジアは要件を満たしているが、同国を同盟に認めるのは「賢明」ではないと付け加えた。
これに対し、ウクライナ外務省はキエフのドイツ大使を呼び出してシェーンバッハの発言に抗議し、ドイツ政府も提督の発言はドイツの立場を反映したものではないと表明した。2022年1月22日、シェーンバッハは「これ以上ドイツ海軍、とりわけドイツ連邦共和国に損害を与えないために」指揮官を辞任した。
2022年2月24日にロシアはウクライナ侵攻を開始した。